# 1686
Portal Geschichte | Portal Biografien | Aktuelle Ereignisse | Jahreskalender | Tagesartikel

◄ |
16. Jahrhundert |
17. Jahrhundert
| 18. Jahrhundert | ►

◄ |
1650er |
1660er |
1670er |
1680er
| 1690er | 1700er | 1710er | ►

◄◄ |
◄ |
1682 |
1683 |
1684 |
1685 |
1686
| 1687 | 1688 | 1689 | 1690 | ► | ►►
Staatsoberhäupter  · Nekrolog   · Musikjahr
| Januar | Januar | Januar | Januar | Januar | Januar | Januar | Januar |
| Kw     | Mo     | Di     | Mi     | Do     | Fr     | Sa     | So     |
| ------ | ------ | ------ | ------ | ------ | ------ | ------ | ------ |
| 1      |        | 1      | 2      | 3      | 4      | 5      | 6      |
| 2      | 7      | 8      | 9      | 10     | 11     | 12     | 13     |
| 3      | 14     | 15     | 16     | 17     | 18     | 19     | 20     |
| 4      | 21     | 22     | 23     | 24     | 25     | 26     | 27     |
| 5      | 28     | 29     | 30     | 31     |        |        |        |

| Februar | Februar | Februar | Februar | Februar | Februar | Februar | Februar |
| Kw      | Mo      | Di      | Mi      | Do      | Fr      | Sa      | So      |
| ------- | ------- | ------- | ------- | ------- | ------- | ------- | ------- |
| 5       |         |         |         |         | 1       | 2       | 3       |
| 6       | 4       | 5       | 6       | 7       | 8       | 9       | 10      |
| 7       | 11      | 12      | 13      | 14      | 15      | 16      | 17      |
| 8       | 18      | 19      | 20      | 21      | 22      | 23      | 24      |
| 9       | 25      | 26      | 27      | 28      |         |         |         |

| März | März | März | März | März | März | März | März |
| Kw   | Mo   | Di   | Mi   | Do   | Fr   | Sa   | So   |
| ---- | ---- | ---- | ---- | ---- | ---- | ---- | ---- |
| 9    |      |      |      |      | 1    | 2    | 3    |
| 10   | 4    | 5    | 6    | 7    | 8    | 9    | 10   |
| 11   | 11   | 12   | 13   | 14   | 15   | 16   | 17   |
| 12   | 18   | 19   | 20   | 21   | 22   | 23   | 24   |
| 13   | 25   | 26   | 27   | 28   | 29   | 30   | 31   |

| April | April | April | April | April | April | April | April |
| Kw    | Mo    | Di    | Mi    | Do    | Fr    | Sa    | So    |
| ----- | ----- | ----- | ----- | ----- | ----- | ----- | ----- |
| 14    | 1     | 2     | 3     | 4     | 5     | 6     | 7     |
| 15    | 8     | 9     | 10    | 11    | 12    | 13    | 14    |
| 16    | 15    | 16    | 17    | 18    | 19    | 20    | 21    |
| 17    | 22    | 23    | 24    | 25    | 26    | 27    | 28    |
| 18    | 29    | 30    |       |       |       |       |       |

| Mai | Mai | Mai | Mai | Mai | Mai | Mai | Mai |
| Kw  | Mo  | Di  | Mi  | Do  | Fr  | Sa  | So  |
| 18  |     |     | 1   | 2   | 3   | 4   | 5   |
| 19  | 6   | 7   | 8   | 9   | 10  | 11  | 12  |
| 20  | 13  | 14  | 15  | 16  | 17  | 18  | 19  |
| 21  | 20  | 21  | 22  | 23  | 24  | 25  | 26  |
| 22  | 27  | 28  | 29  | 30  | 31  |     |     |
| --- | --- | --- | --- | --- | --- | --- | --- |

| Juni | Juni | Juni | Juni | Juni | Juni | Juni | Juni |
| Kw   | Mo   | Di   | Mi   | Do   | Fr   | Sa   | So   |
| ---- | ---- | ---- | ---- | ---- | ---- | ---- | ---- |
| 22   |      |      |      |      |      | 1    | 2    |
| 23   | 3    | 4    | 5    | 6    | 7    | 8    | 9    |
| 24   | 10   | 11   | 12   | 13   | 14   | 15   | 16   |
| 25   | 17   | 18   | 19   | 20   | 21   | 22   | 23   |
| 26   | 24   | 25   | 26   | 27   | 28   | 29   | 30   |

| Juli | Juli | Juli | Juli | Juli | Juli | Juli | Juli |
| Kw   | Mo   | Di   | Mi   | Do   | Fr   | Sa   | So   |
| ---- | ---- | ---- | ---- | ---- | ---- | ---- | ---- |
| 27   | 1    | 2    | 3    | 4    | 5    | 6    | 7    |
| 28   | 8    | 9    | 10   | 11   | 12   | 13   | 14   |
| 29   | 15   | 16   | 17   | 18   | 19   | 20   | 21   |
| 30   | 22   | 23   | 24   | 25   | 26   | 27   | 28   |
| 31   | 29   | 30   | 31   |      |      |      |      |

| August | August | August | August | August | August | August | August |
| Kw     | Mo     | Di     | Mi     | Do     | Fr     | Sa     | So     |
| ------ | ------ | ------ | ------ | ------ | ------ | ------ | ------ |
| 31     |        |        |        | 1      | 2      | 3      | 4      |
| 32     | 5      | 6      | 7      | 8      | 9      | 10     | 11     |
| 33     | 12     | 13     | 14     | 15     | 16     | 17     | 18     |
| 34     | 19     | 20     | 21     | 22     | 23     | 24     | 25     |
| 35     | 26     | 27     | 28     | 29     | 30     | 31     |        |

| September | September | September | September | September | September | September | September |
| Kw        | Mo        | Di        | Mi        | Do        | Fr        | Sa        | So        |
| --------- | --------- | --------- | --------- | --------- | --------- | --------- | --------- |
| 35        |           |           |           |           |           |           | 1         |
| 36        | 2         | 3         | 4         | 5         | 6         | 7         | 8         |
| 37        | 9         | 10        | 11        | 12        | 13        | 14        | 15        |
| 38        | 16        | 17        | 18        | 19        | 20        | 21        | 22        |
| 39        | 23        | 24        | 25        | 26        | 27        | 28        | 29        |
| 40        | 30        |           |           |           |           |           |           |

| Oktober | Oktober | Oktober | Oktober | Oktober | Oktober | Oktober | Oktober |
| Kw      | Mo      | Di      | Mi      | Do      | Fr      | Sa      | So      |
| ------- | ------- | ------- | ------- | ------- | ------- | ------- | ------- |
| 40      |         | 1       | 2       | 3       | 4       | 5       | 6       |
| 41      | 7       | 8       | 9       | 10      | 11      | 12      | 13      |
| 42      | 14      | 15      | 16      | 17      | 18      | 19      | 20      |
| 43      | 21      | 22      | 23      | 24      | 25      | 26      | 27      |
| 44      | 28      | 29      | 30      | 31      |         |         |         |

| November | November | November | November | November | November | November | November |
| Kw       | Mo       | Di       | Mi       | Do       | Fr       | Sa       | So       |
| -------- | -------- | -------- | -------- | -------- | -------- | -------- | -------- |
| 44       |          |          |          |          | 1        | 2        | 3        |
| 45       | 4        | 5        | 6        | 7        | 8        | 9        | 10       |
| 46       | 11       | 12       | 13       | 14       | 15       | 16       | 17       |
| 47       | 18       | 19       | 20       | 21       | 22       | 23       | 24       |
| 48       | 25       | 26       | 27       | 28       | 29       | 30       |          |

| Dezember | Dezember | Dezember | Dezember | Dezember | Dezember | Dezember | Dezember |
| Kw       | Mo       | Di       | Mi       | Do       | Fr       | Sa       | So       |
| -------- | -------- | -------- | -------- | -------- | -------- | -------- | -------- |
| 48       |          |          |          |          |          |          | 1        |
| 49       | 2        | 3        | 4        | 5        | 6        | 7        | 8        |
| 50       | 9        | 10       | 11       | 12       | 13       | 14       | 15       |
| 51       | 16       | 17       | 18       | 19       | 20       | 21       | 22       |
| 52       | 23       | 24       | 25       | 26       | 27       | 28       | 29       |
| 1        | 30       | 31       |          |          |          |          |          |

| Januar | Januar | Januar | Januar | Januar | Januar | Januar | Januar |
| Kw     | Mo     | Di     | Mi     | Do     | Fr     | Sa     | So     |
| ------ | ------ | ------ | ------ | ------ | ------ | ------ | ------ |
| 1      |        | 1      | 2      | 3      | 4      | 5      | 6      |
| 2      | 7      | 8      | 9      | 10     | 11     | 12     | 13     |
| 3      | 14     | 15     | 16     | 17     | 18     | 19     | 20     |
| 4      | 21     | 22     | 23     | 24     | 25     | 26     | 27     |
| 5      | 28     | 29     | 30     | 31     |        |        |        |

| Februar | Februar | Februar | Februar | Februar | Februar | Februar | Februar |
| Kw      | Mo      | Di      | Mi      | Do      | Fr      | Sa      | So      |
| ------- | ------- | ------- | ------- | ------- | ------- | ------- | ------- |
| 5       |         |         |         |         | 1       | 2       | 3       |
| 6       | 4       | 5       | 6       | 7       | 8       | 9       | 10      |
| 7       | 11      | 12      | 13      | 14      | 15      | 16      | 17      |
| 8       | 18      | 19      | 20      | 21      | 22      | 23      | 24      |
| 9       | 25      | 26      | 27      | 28      |         |         |         |

| März | März | März | März | März | März | März | März |
| Kw   | Mo   | Di   | Mi   | Do   | Fr   | Sa   | So   |
| ---- | ---- | ---- | ---- | ---- | ---- | ---- | ---- |
| 9    |      |      |      |      | 1    | 2    | 3    |
| 10   | 4    | 5    | 6    | 7    | 8    | 9    | 10   |
| 11   | 11   | 12   | 13   | 14   | 15   | 16   | 17   |
| 12   | 18   | 19   | 20   | 21   | 22   | 23   | 24   |
| 13   | 25   | 26   | 27   | 28   | 29   | 30   | 31   |

| April | April | April | April | April | April | April | April |
| Kw    | Mo    | Di    | Mi    | Do    | Fr    | Sa    | So    |
| ----- | ----- | ----- | ----- | ----- | ----- | ----- | ----- |
| 14    | 1     | 2     | 3     | 4     | 5     | 6     | 7     |
| 15    | 8     | 9     | 10    | 11    | 12    | 13    | 14    |
| 16    | 15    | 16    | 17    | 18    | 19    | 20    | 21    |
| 17    | 22    | 23    | 24    | 25    | 26    | 27    | 28    |
| 18    | 29    | 30    |       |       |       |       |       |

| Mai | Mai | Mai | Mai | Mai | Mai | Mai | Mai |
| Kw  | Mo  | Di  | Mi  | Do  | Fr  | Sa  | So  |
| 18  |     |     | 1   | 2   | 3   | 4   | 5   |
| 19  | 6   | 7   | 8   | 9   | 10  | 11  | 12  |
| 20  | 13  | 14  | 15  | 16  | 17  | 18  | 19  |
| 21  | 20  | 21  | 22  | 23  | 24  | 25  | 26  |
| 22  | 27  | 28  | 29  | 30  | 31  |     |     |
| --- | --- | --- | --- | --- | --- | --- | --- |

| Juni | Juni | Juni | Juni | Juni | Juni | Juni | Juni |
| Kw   | Mo   | Di   | Mi   | Do   | Fr   | Sa   | So   |
| ---- | ---- | ---- | ---- | ---- | ---- | ---- | ---- |
| 22   |      |      |      |      |      | 1    | 2    |
| 23   | 3    | 4    | 5    | 6    | 7    | 8    | 9    |
| 24   | 10   | 11   | 12   | 13   | 14   | 15   | 16   |
| 25   | 17   | 18   | 19   | 20   | 21   | 22   | 23   |
| 26   | 24   | 25   | 26   | 27   | 28   | 29   | 30   |

| Juli | Juli | Juli | Juli | Juli | Juli | Juli | Juli |
| Kw   | Mo   | Di   | Mi   | Do   | Fr   | Sa   | So   |
| ---- | ---- | ---- | ---- | ---- | ---- | ---- | ---- |
| 27   | 1    | 2    | 3    | 4    | 5    | 6    | 7    |
| 28   | 8    | 9    | 10   | 11   | 12   | 13   | 14   |
| 29   | 15   | 16   | 17   | 18   | 19   | 20   | 21   |
| 30   | 22   | 23   | 24   | 25   | 26   | 27   | 28   |
| 31   | 29   | 30   | 31   |      |      |      |      |

| August | August | August | August | August | August | August | August |
| Kw     | Mo     | Di     | Mi     | Do     | Fr     | Sa     | So     |
| ------ | ------ | ------ | ------ | ------ | ------ | ------ | ------ |
| 31     |        |        |        | 1      | 2      | 3      | 4      |
| 32     | 5      | 6      | 7      | 8      | 9      | 10     | 11     |
| 33     | 12     | 13     | 14     | 15     | 16     | 17     | 18     |
| 34     | 19     | 20     | 21     | 22     | 23     | 24     | 25     |
| 35     | 26     | 27     | 28     | 29     | 30     | 31     |        |

| September | September | September | September | September | September | September | September |
| Kw        | Mo        | Di        | Mi        | Do        | Fr        | Sa        | So        |
| --------- | --------- | --------- | --------- | --------- | --------- | --------- | --------- |
| 35        |           |           |           |           |           |           | 1         |
| 36        | 2         | 3         | 4         | 5         | 6         | 7         | 8         |
| 37        | 9         | 10        | 11        | 12        | 13        | 14        | 15        |
| 38        | 16        | 17        | 18        | 19        | 20        | 21        | 22        |
| 39        | 23        | 24        | 25        | 26        | 27        | 28        | 29        |
| 40        | 30        |           |           |           |           |           |           |

| Oktober | Oktober | Oktober | Oktober | Oktober | Oktober | Oktober | Oktober |
| Kw      | Mo      | Di      | Mi      | Do      | Fr      | Sa      | So      |
| ------- | ------- | ------- | ------- | ------- | ------- | ------- | ------- |
| 40      |         | 1       | 2       | 3       | 4       | 5       | 6       |
| 41      | 7       | 8       | 9       | 10      | 11      | 12      | 13      |
| 42      | 14      | 15      | 16      | 17      | 18      | 19      | 20      |
| 43      | 21      | 22      | 23      | 24      | 25      | 26      | 27      |
| 44      | 28      | 29      | 30      | 31      |         |         |         |

| November | November | November | November | November | November | November | November |
| Kw       | Mo       | Di       | Mi       | Do       | Fr       | Sa       | So       |
| -------- | -------- | -------- | -------- | -------- | -------- | -------- | -------- |
| 44       |          |          |          |          | 1        | 2        | 3        |
| 45       | 4        | 5        | 6        | 7        | 8        | 9        | 10       |
| 46       | 11       | 12       | 13       | 14       | 15       | 16       | 17       |
| 47       | 18       | 19       | 20       | 21       | 22       | 23       | 24       |
| 48       | 25       | 26       | 27       | 28       | 29       | 30       |          |

| Dezember | Dezember | Dezember | Dezember | Dezember | Dezember | Dezember | Dezember |
| Kw       | Mo       | Di       | Mi       | Do       | Fr       | Sa       | So       |
| -------- | -------- | -------- | -------- | -------- | -------- | -------- | -------- |
| 48       |          |          |          |          |          |          | 1        |
| 49       | 2        | 3        | 4        | 5        | 6        | 7        | 8        |
| 50       | 9        | 10       | 11       | 12       | 13       | 14       | 15       |
| 51       | 16       | 17       | 18       | 19       | 20       | 21       | 22       |
| 52       | 23       | 24       | 25       | 26       | 27       | 28       | 29       |
| 1        | 30       | 31       |          |          |          |          |          |

## Ereignisse

### Politik und Weltgeschehen

#### Polen-Litauen / Russland

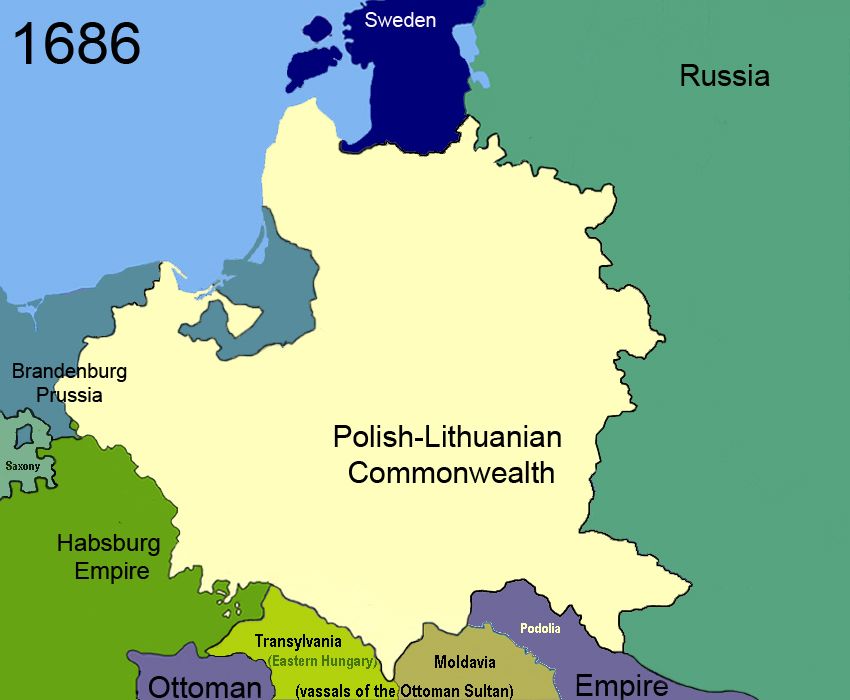
Polen-Litauen und seine Nachbarn 1686

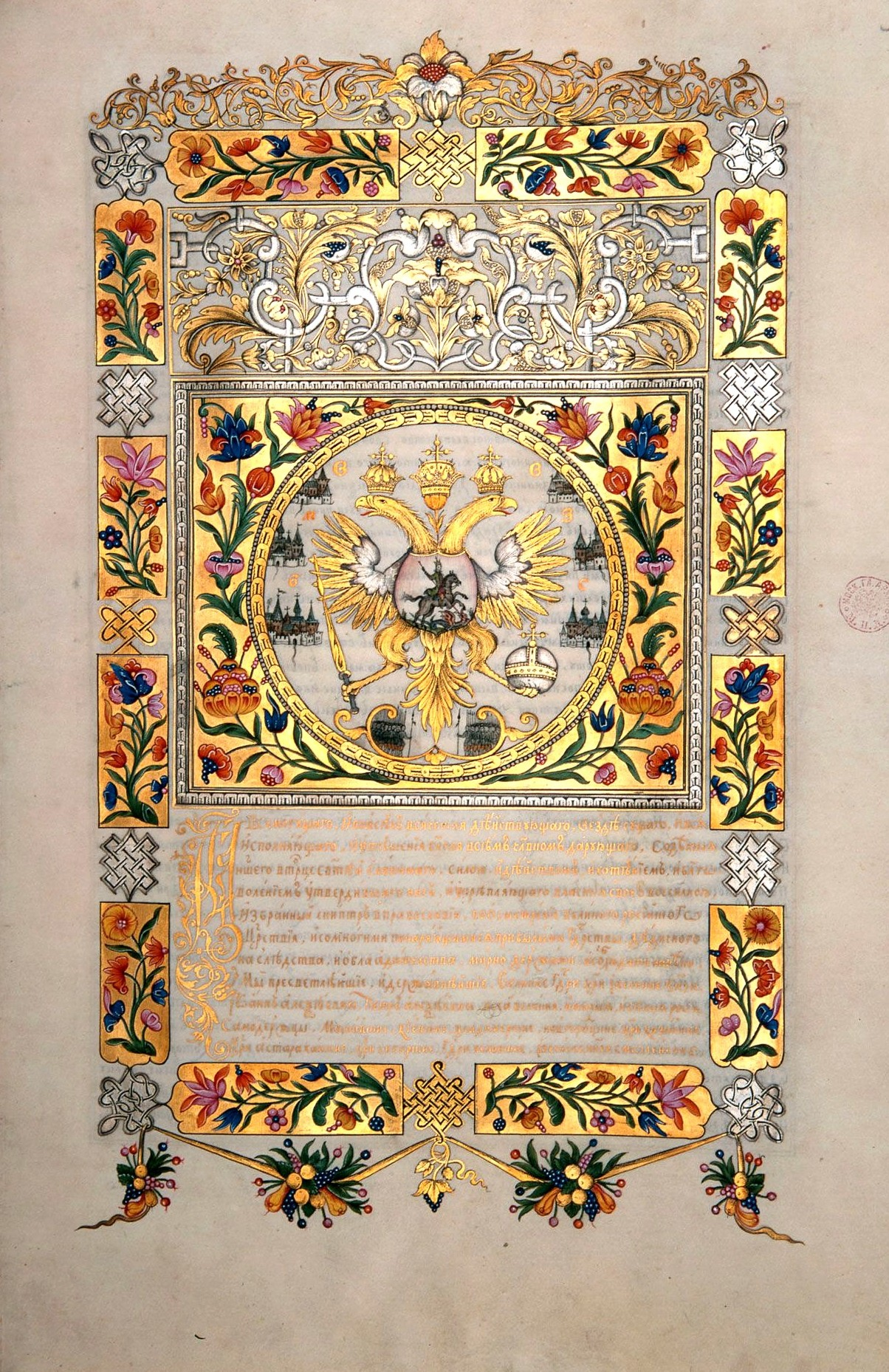
Der Friedensvertrag zwischen Polen und Russland

Mit dem Vertrag von Moskau wird am 6. Mai der Ewige Friede zwischen dem Zarentum Russland und Polen-Litauen geschlossen. Er beendet formal den Russisch-Polnischen Krieg 1654–1667 und bestätigt die im Waffenstillstand von Andrussowo im Jahr 1667 getroffenen Vereinbarungen. Die Rzeczpospolita ist durch den Posener Wojewoden Krzysztof Grzymułtowski vertreten, die russische Seite durch Knjas Wassili Golizyn. Beide Seiten verpflichten sich, keinen Separatfrieden mit dem Osmanischen Reich einzugehen. Durch die Unterzeichnung des Vertrages tritt Russland außerdem der gegen das Osmanische Reich gerichteten Heiligen Liga bei.

#### Augsburger Allianz / Frankreich
- 22. März: Kaiser Leopold I. schließt mit dem brandenburgischen Großen Kurfürsten Friedrich Wilhelm einen Beistandspakt, der sich gegen die Expansionsabsichten von König Ludwig XIV. von Frankreich richtet.
- 9. Juli: Mit der Augsburger Allianz wird ein defensives Reichsbündnis gegen Frankreich geschmiedet.
- Eine Gesandtschaft von Narai, dem König von Ayutthaya, trifft am Hof von Ludwig XIV. ein.

#### Großer Türkenkrieg

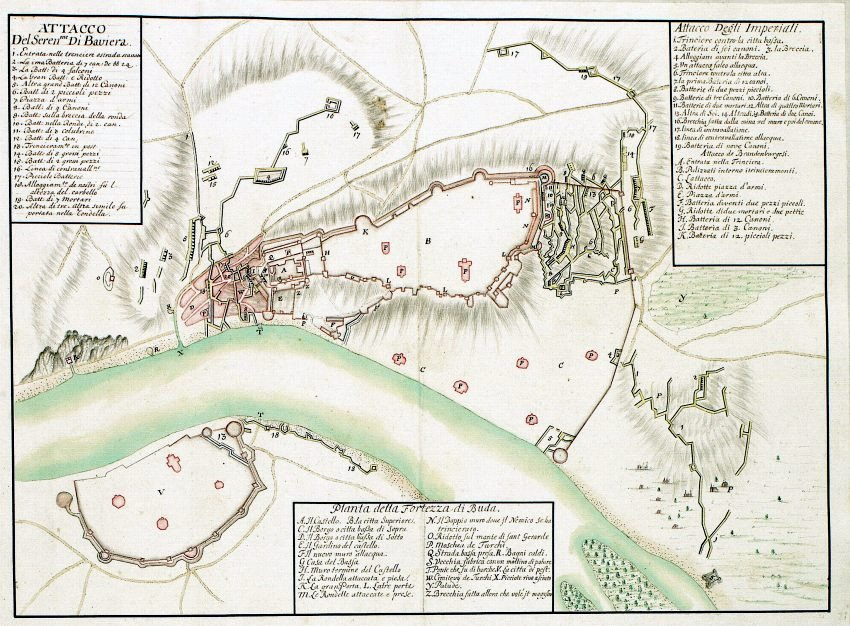
Plan der Festung von Buda und der Belagerung 1686

- Mitte Juni: Im Großen Türkenkrieg beginnt nach einem ersten vergeblichen Versuch im Jahr 1684 die Zweite Belagerung von Ofen. Ein 75.000 bis 80.000 Mann starkes kaiserliches Heer unter Karl von Lothringen schließt die von einer 7.000 Mann starken osmanischen Garnison unter Abdurrahman Abdi Pascha gehaltene Stadt Ofen ein.
- 27. Juli: Ein erster Großangriff auf die Festungsanlagen wird von den Osmanen zurückgeschlagen.
- August: Ein osmanisches Entsatzheer trifft vor Ofen ein, scheut aber die offene Feldschlacht gegen die Belagerungsarmee und liefert ihr nur mehrere kleine Scharmützel.

Charles Herbel, Die Erstürmung von Ofen 1686 (vor 1701)

- 2. September: Karl V. von Lothringen erobert mit seinen Truppen in einem Generalsturm die Stadt nach 143 Jahren osmanischer Herrschaft zurück. Im auf die Eroberung folgenden Massaker werden rund 3.000 Türken ermordet, zahlreiche Frauen vergewaltigt. Die Wut der Eroberer richtet sich auch gegen die jüdische Gemeinde Ofens, von deren etwa 1.000 Mitgliedern rund die Hälfte getötet wird.

#### Amerikanische Kolonien
In der englischen Kolonie South Carolina wird erstmals ein Gesetz verabschiedet, das die Sklavenhaltung inhaltlich regelt.

#### Indien
- 12. Dezember: Das Dekkan-Sultanat Bijapur wird nach längerer Belagerung erobert und von Aurangzeb dem Mogulreich eingegliedert.

### Wirtschaft
- Die Salzburger Zeitung Extract-Schreiben oder Europaeische Zeitung erscheint erstmals.

### Wissenschaft und Technik
- Gottfried Wilhelm Leibniz veröffentlicht De geometria recondita, worin das Integralzeichen {\displaystyle \int } im Druck veröffentlicht wird, nachdem er es handschriftlich in der Abhandlung Analysis tetragonistica 1675 schon entwickelt hat.
- Johann Zahn beschreibt erstmals das Spiegelreflex-Prinzip.

### Kultur und Religion
- Der italienische Edelmann Procopio dei Coltelli eröffnet in der Rue des Fossés Saint-Germain in Paris das Café Procope, das angeblich älteste heute noch existierende Kaffeehaus.
- Der evangelische Bergmann Joseph Schaitberger verfasst nach dem Landesverweis für Protestanten durch den Salzburger Erzbischof Max Gandolf von Kuenburg auf dem Weg nach Nürnberg das Auswandererlied Ich bin ein armer Exulant.

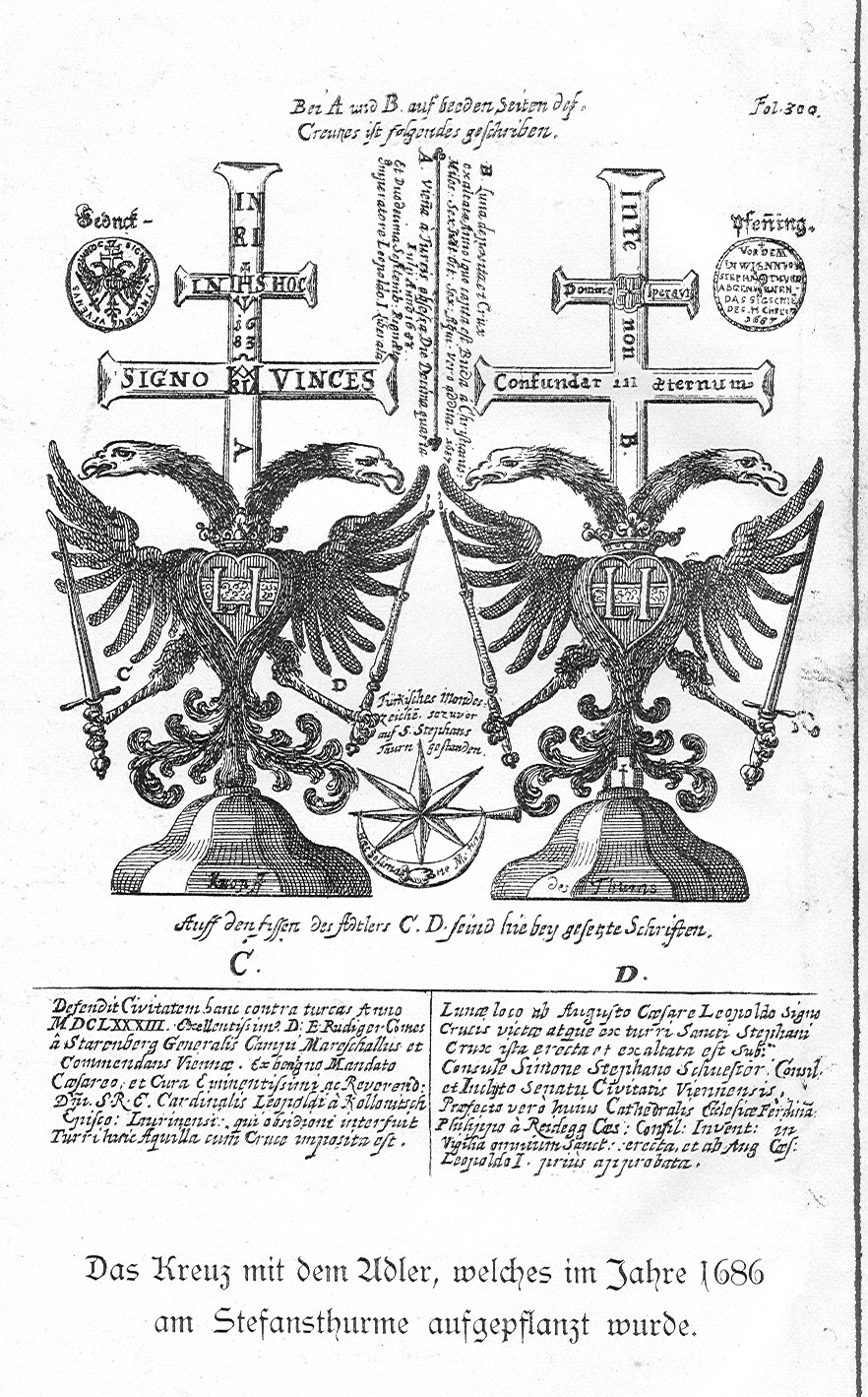
Stich von Kreuz und Adler auf dem Stephansturm

- Auf der Spitze des Stephansdoms in Wien werden nach der Türkenbelagerung Kreuz und Adler angebracht an Stelle der dort seit 1519 befindlichen Stern und Halbmond, die die weltliche und geistliche Macht repräsentieren sollten.
- Die Franzosenkirche in Schwabach, die erste Kirche, die von Hugenotten in Franken errichtet wurde, wird gebaut.
- Das Alte Kurfürstliche Gymnasium Bensheim wird gegründet.

### Katastrophen
- 12. Februar: Die St. Martins-Flut (niederländisch: Sint-Maartensvloed) geschieht vom 12. bis 13. Februar und trifft besonders die Provinz Groningen.
- Ein schweres Erdbeben zerstört die ganze Insel Hispaniola in der Karibik.

## Geboren

### Geburtsdatum gesichert
- 08. Januar: Wilhelm Friedrich, Markgraf von Brandenburg-Ansbach († 1723)
- 31. Januar: Hans Egede, norwegischer Pfarrer dänischer Abstammung, als „Apostel der Grönländer“ bekannt († 1758)
- 12. März: Detlev Friedrich von Ahlefeldt, Erbherr auf Brodau und dänischer Generalmajor († 1745)
- 17. März: Jean-Baptiste Oudry, französischer Maler († 1755)
- 23. April: Bernard Gates, englischer Komponist, Chorsänger und -leiter († 1773)
- 28. April: Michael Brokoff, deutscher Bildhauer des Barock († 1721)

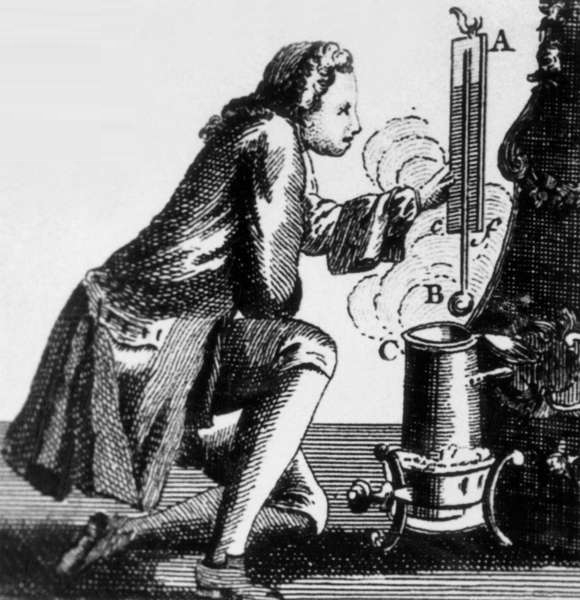
Daniel Gabriel Fahrenheit

- 24. Mai: Daniel Gabriel Fahrenheit, deutscher Physiker und Instrumentenbauer († 1736)
- 27. Mai: Karl Joseph von Kuenburg, Fürstbischof von Seckau und Fürstbischof von Chiemsee († 1729)
- 07. Juni: Adolf Friedrich III., Herzog zu Mecklenburg-Strelitz († 1752)
- 08. Juni: Johannes Creutzburg, deutscher Orgelbauer († 1738)
- 17. Juni: Johann Ulrich Giezendanner, Schweizer Goldschmied und Pietist († 1738)
- 06. Juli: Antoine de Jussieu, französischer Physiker und Botaniker († 1758)
- 20. Juli: Johann Jacob Schoy, österreichischer Bildhauer († 1732)
- 24. Juli: Benedetto Marcello, italienischer Komponist des Barock († 1739)
- 26. Juli: Johann Martin Gumpp der Jüngere, österreichischer Architekt († 1765)
- 17. August: Nicola Antonio Porpora, italienischer Komponist und Gesangslehrer († 1768)
- 26. August: Agostino Cornacchini, italienischer Bildhauer († 1754)
- 31. August: Charles de Bourbon, Herzog von Berry († 1714)
- 08. September: Michael Lilienthal, deutscher lutherischer Theologe und Historiker († 1750)
- 16. September: Joseph Franz Valerian von Arco, Fürstbischof von Chiemsee († 1746)
- 28. September: Cosmas Damian Asam, deutscher Bildhauer, Maler und Baumeister († 1739)
- 14. Oktober: Christian Gottlob Gerber, deutscher lutherischer Theologe und Historiker († 1764)
- 15. Oktober: Alessandro Galli da Bibiena, italienischer Architekt († 1748)
- 31. Oktober: Francesco Bernardi, genannt Senesino, italienischer Kastrat und Opernsänger, Händelinterpret († 1758)
- 01. November: Axel von Löwen,  schwedischer Freiherr, Ritter des Serafinenordens und Generalgouverneur in Schwedisch-Vorpommern († 1772)
- 23. Dezember: Samuel Madden, irischer Schriftsteller († 1765)
- 25. Dezember: Christoph Matthäus Pfaff, deutscher evangelischer Theologe († 1760)
- 31. Dezember: Sebastian Högger, Schweizer Offizier in schwedischen Diensten († 1737)

### Genaues Geburtsdatum unbekannt
- Giuseppe Besozzi, italienischer Oboist († 1760)
- Eleonore Maria Anna von Löwenstein-Wertheim, Landgräfin von Hessen-Rotenburg († 1753)

## Gestorben

### Erstes Halbjahr
- 17. Januar: Carlo Dolci, italienischer Maler (* 1616)
- 17. Januar: Johann Andreas Lucius, deutscher lutherischer Theologe (* 1625)
- 21. Januar: François Blondel, französischer Architekt und Baumeister (* um 1618)
- 22. Januar: Johanna Magdalena von Sachsen-Altenburg, Herzogin von Sachsen-Weißenfels-Querfurt (* 1656)
- 15. Februar: Johann Bacmeister der Jüngere, deutscher Mediziner und Mathematiker (* 1624)
- 18. Februar: Georg Henrich Wagner, deutscher Orgelbauer (* um 1610)
- 23. Februar: Nikolaus Gülich, Gegner des kölnischen Stadtrats (* 1644)
- 25. Februar: Abraham Calov, deutscher lutherischer Theologe (* 1612)
- 16. März: Charlotte von Hessen-Kassel, Kurfürstin von der Pfalz (* 1627)
- 17. März: Elisabeth Marie von Münsterberg-Oels, Herzogin von Württemberg-Oels (* 1625)
- 23. März: Philipp Ludwig von Reiffenberg, erster kurmainzischer Statthalter in Erfurt (* um 1615)
- 01. April: Johann Friedrich, Markgraf von Brandenburg-Ansbach (* 1654)
- 03. April: Baltasar de la Cueva Enríquez, spanischer Kolonialverwalter und Vizekönig von Peru (* 1626)
- 06. April: Arthur Annesley, irischer Adliger (* 1614)
- 12. April: Caspar Merian, deutscher Kupferstecher (* 1627)
- 19. April: Matthias Tretzscher, deutsch-böhmischer Orgelbauer (* 1626)
- 26. April: Magnus Gabriel De la Gardie, schwedischer Graf, Reichsmarschall, Reichsdrost und Reichskanzler (* 1622)

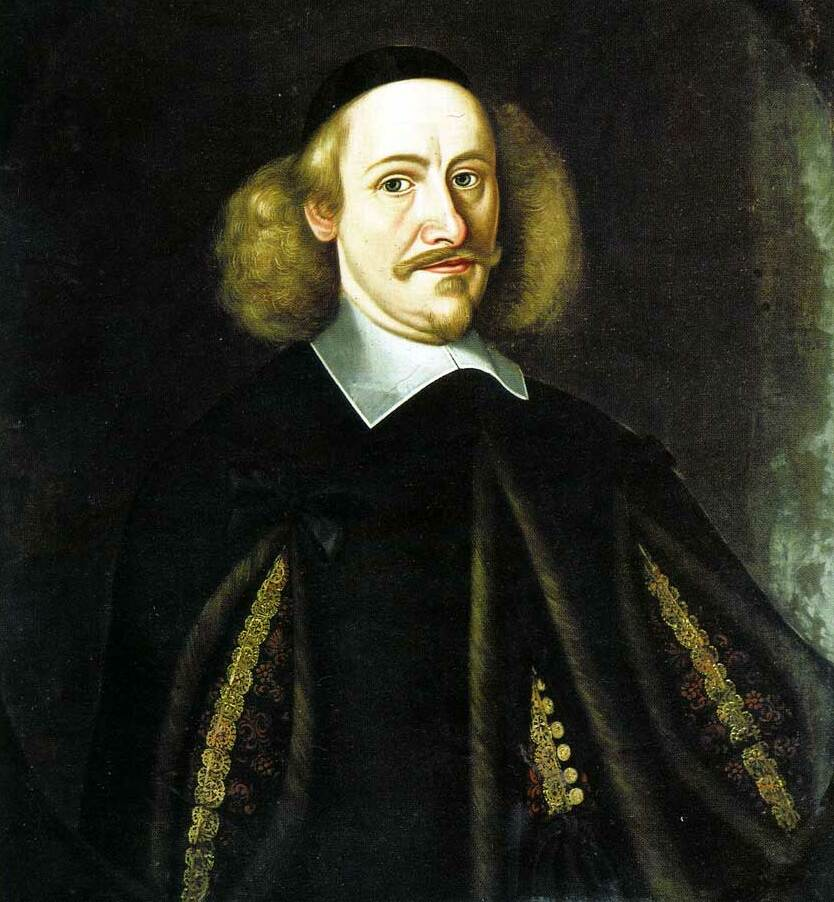
Otto von Guericke

- 21. Mai: Otto von Guericke, deutscher Physiker, Ingenieur und Politiker (* 1602)
- 03. Juni: Ernest Alexandre Dominique d’Arenberg, Fürst von Chimay (* 1643)

### Zweites Halbjahr
- 07. Juli: Friedrich Reichsgraf von Ahlefeldt, Herr von Rixingen und Mörsberg (* 1623)
- 10. Juli: Ercole Ferrata, italienischer Bildhauer (* 1610)
- 11. Juli: Michel Anguier, französischer Bildhauer (* 1612)
- 01. August: Antonio Raggi, italienischer Bildhauer (* 1624)
- 03. August: Anna Margarete, Prinzessin von Hessen-Homburg und Herzogin von Schleswig-Holstein-Sonderburg-Wiesenburg (* 1629)
- 19. September: Johann Georg I., Herzog von Sachsen-Eisenach (* 1634)
- 26. September: Kaspar Schmuz Schweizer Theologe und Teleskopbauer (* 1624)
- 02. Oktober: Balthasar Bebel, deutscher lutherischer Theologe (* 1632)
- 04. Oktober: Cord Jastram, Hamburger Reeder und Politiker (* 1634)
- 04. Oktober: Hieronymus Snitger, Hamburger Kaufmann und Politiker (* 1648)
- 19. Oktober: Johannes Hein, deutscher reformierter Theologe (* 1610)
- 08. November: Detlev von Ahlefeldt, Herr auf Haseldorf, Haselau und Kaden (* 1612)
- 24. November: Alberich Degen, Abt des Zisterzienserklosters in Ebrach (* 1625)
- 25. November: Detlev von Ahlefeldt, dänischer Offizier, Diplomat und Schriftsteller (* 1617)
- 05. Dezember: Niels Stensen (Nicolaus Steno), dänischer Bischof und Naturforscher (* 1638)
- 06. Dezember: Nicolaus von Avancini, deutscher Jesuit, Pädagoge, Dichter und Dramatiker (* 1611)
- 06. Dezember: Eleonora Magdalena von Mantua-Nevers-Gonzaga, dritte Ehefrau Kaiser Ferdinands III. (* 1628)
- 11. Dezember: Ludwig II. von Bourbon, Prinz von Condé, französischer Feldherr (* 1621)
- 12. Dezember: Charles de Noyelle, flämischer Ordensgeneral der Societas Jesu (* 1615)

### Genaues Todesdatum unbekannt
- Andreas Gottfried Ammon, deutscher Theologe und Pädagoge (* 1635)
- Jacques d’Arthois, flämischer Landschaftsmaler (* 1613)
- Jack Ketch, englischer Scharfrichter
- Nyai Cili Muda, Herrscherin (Sengaji) von Lohayong auf der Insel Solor im Malaiischen Archipel